# Irène Jacob
Irène Jacob (ur. 15 lipca 1966 w Paryżu) – francuska aktorka filmowa i teatralna.
Jest najmłodsza z rodzeństwa, jej ojciec jest fizykiem, a matka - psychologiem. Wychowywała się w Genewie (Szwajcaria), tam też chodziła do szkoły muzycznej. W 1984 powróciła do Paryża i dostała się do szkoły teatralnej przy rue Blanche. Debiutowała na dużym ekranie rolą w filmie Do zobaczenia, chłopcy (1987) Louisa Malle’a.
Sławę zyskała na początku lat 90. dzięki rolom w filmach Krzysztofa Kieślowskiego – Podwójne życie Weroniki (1991) i Trzy kolory. Czerwony (1994). Za pierwszą z nich otrzymała nagrodę dla najlepszej aktorki na 44. MFF w Cannes.
Po sukcesie Trzech kolorów próbowała – bez większego powodzenia – swych sił w Hollywood (m.in. Wydział pościgowy z Tommy Lee Jonesem). Nadal występuje w produkcjach francuskich, grywa również w teatrze.
Jej mężem jest aktor i reżyser Jèrôme Kircher; mają syna Paula.

## Filmografia
- 1987: Do zobaczenia, chłopcy (Au revoir les enfants)
- 1991: Podwójne życie Weroniki (Double vie de Véronique) jako Weronika i Veronique
- 1992: Enak jako Lucielle Spaak
- 1993: Wróżba (ros. Предсказание)
- 1993: Tajemniczy ogród (The Secret Garden)
- 1994: Trzy kolory. Czerwony (Trois couleurs: Rouge)
- 1995: Otello (Othello)
- 1995: Po tamtej stronie chmur (Al di là delle nuvole)
- 1995: Zwycięstwo
- 1997: Incognito jako Marieke van den Broeck
- 1998: Wydział pościgowy (U.S. Marshals) jako Marie Bineaux
- 1999: Droga do Białego Domu jako Cela Brandini
- 1999: Pierwsze oczarowanie jako Heloise